# Herrschaftsinstrument
Dieser Artikel wurde auf der Qualitätssicherungsseite des Portals Soziologie eingetragen. Dies geschieht, um die Qualität der Artikel aus dem Themengebiet Soziologie auf ein akzeptables Niveau zu bringen. Hilf mit, die inhaltlichen Mängel dieses Artikels zu beseitigen, und beteilige dich an der Diskussion. (Artikel eintragen)

Begründung: Sammlung willkürlicher Beispiele in Essay-Form, garniert mit unbelegten steilen Thesen wie „Staatliche Institutionen werden häufig [!] als Herrschaftsinstrumente im Rahmen der politischen Justiz bezeichnet ..“ --Anti  ad utrumque paratus 16:21, 10. Jun. 2020 (CEST)
Herrschaftsinstrument ist eine soziologische Begriffsbildung, die sich als Bereitstellung bzw. Anwendung von Mitteln definiert, um jemanden oder etwas zu beherrschen.

## Verbreitung

### Institutionen
Staatliche Institutionen werden häufig als Herrschaftsinstrumente im Rahmen der politischen Justiz bezeichnet, wie etwa das Ministerium für Staatssicherheit in der DDR, oder Organisationen wie die Waffen-SS im Dritten Reich. Klaus Dörner benennt die Hôpitaux généraux in Frankreich als Mittel der Herrschaftsausübung. Damit ergibt sich auch die Frage, wie es etwa mit anderen Einrichtungen der Psychiatrie, so z. B. der Anstaltspsychiatrie in Deutschland bestellt war und ist.

### Kunst
Die politische Instrumentalisierung des Reliquienkults mit seiner kostbaren Ausstattung wird in einer Abhandlung von Gerhard Weilandt dargestellt.

### Religion
Die Philosophie der Aufklärung beschäftigte sich mit der Frage, inwiefern die Religion eine Hilfestellung zur Ausübung von Herrschaft darstellt und somit als Herrschaftsinstrument dient. Dabei wurde der Begriff des Priesterbetrugs gebildet, der damals Teil der französischen Gesellschafts- und Staatsphilosophie war. Verstöße gegen die Gleichberechtigung der Frau im Verlauf der Kirchengeschichte werden von der Feministischen Theologie gerügt, so zum Beispiel das Verbot des weiblichen Priestertums durch das Konzil von Laodicea im Jahre 363–364 n. Chr.

### Wissenschaften
Dass Wissen als Herrschaftswissen dienen kann, wurde u. a. von Max Scheler untersucht. In der Wissenschaftstheorie befasst sich der Instrumentalismus mit der praktischen Rolle von wissenschaftlichen Theorien.

## Techniken
Fünf Herrschaftstechniken wurden von Berit Ås im Jahr 1979 beschrieben: unsichtbar machen, lächerlich machen, Zurückhalten von Information, Schuld unterstellen, Erzeugen von Schuld und Scham.
Ein im Umgang mit Institutionen häufig verbundenes und dem Prinzip der Gleichberechtigung entgegengesetztes Phänomen, ist das psychosoziale Arrangement. Aufgrund dessen wird u. a. Ämterpatronage als ein zentrales und in der Öffentlichkeit umstrittenes und insgesamt schädliches Herrschaftsinstrument angesehen.
Ämterhäufung, Tarnung (Camouflage) und Immunisierungsstrategien sind ähnliche Mechanismen der Umgehung demokratischer Spielregeln zugunsten öffentlich negierter und abgewehrter Maßstäbe, bei denen die Mittel vordergründiger erscheinen als dies der Zweck gestattet, vgl. → Rationalität. Max Weber grenzte die Verantwortungsethik im Sinne der Zweckrationalität als affektneutrale Anwendung von Herrschaftsinstrumenten – bzw. als rationale Herrschaftsform – von der Gesinnungsethik ab, die ein Handeln ohne Rücksicht auf vorauszusehende Folgen ausschließlich zugunsten verfolgter Wertmaßstäbe billigt.